# Парламент Уједињеног Краљевства
Парламент Уједињеног Краљевства Велике Британије и Сјеверне Ирске (енгл. Parliament of the United Kingdom of Great Britain and Northern Ireland) народно је представништво и највиши законодавни орган Уједињеног Краљевства и британских прекоморских територија.
Састоји се из три чиниоца: монарха, Дома лордова и Дома комуна.
Парламент Уједињеног Краљевства се често назива „мајком свих парламената“ и многа народна представништва у свијету, а посебно у земљама Комонвелта, уређена су по његовом моделу.

## Историја
Парламент је настао из древног краљевског савјета (Curia Regis). Према праву, власт не исходи од Парламента него од „краљице у Парламенту“ (енгл. The Crown in Parliament). Често се говори да је „краљица у Парламенту“ врховна власт, но и то је спорно. У данашње вријеме, власт такође исходи од демократски изабраног Дома комуна; монарх је само представничка фигура и власт Дома лордова је значајно ограничена. Енглеска је постепено изградила систем државне власти у коме је дошла идеја народног суверенитета, у коме је владар постепено био ограничаван. Владар је постао личност која „влада, али не управља”. Тај систем власти је назван парламентарним. Енглески парламентаризам се изградио на Локовој идеји о подели власти. Барон Симон де Монфор је водио побуну против краља Хенрија III. У борби за поштовање Велике повеље слобода желео је, да поред барона, укључи и ниже феудалце, ритере, као и грађане. Сазван је Општи савет краљевине, на који су позвани поред свих барона и по два ритера из сваке грофовије и по два грађанина из сваког већег града. Тај скуп је добио назив парламент-„место где се говори” (од франц. parler-говорити). Од тада, Симон де Монфор се у Енглеској назива „оцем парламента”. Парламент се од тада сазивао једном годишње. Тако се парламент претворио у сталну политичку установу.  Формирају се два дома-Дом лордова и Дом представника грађана (обични грађани који су чинили трећи сталеж, мада се овај термин погрешно преводи у нашем језику, као „дом комуна”). Енглески средњовековни парламент је представљао скупштину три сталежа-племство и свештенство су чинили Горњи дом и грађани који су чинили Доњи дом. Од XIV века, парламент постаје државни орган који је предвиђен законом. 

## Састав
На челу Парламента Уједињеног Краљевства се налази монарх. Монарх представља најстарију и најтрајнију државну установу у Енглеској, изузев Кромвелове владавине , када је Енглеска једини пут у својој историји била република, а исто тако је једини пут у својој историји имала писани устав, Кромвелов устав.  У централном систему власти, који чине парламент и кабинет министара, положај монарха је ослабљен. Када је монарх остало без власти, Енглеска је добила парламентарни систем. Мада, енглески краљеви су овај систем власти прихватили као дефинитиван тек за време владавине краљице Викторије. Некад је владар заиста био апсолутни владар, те никада не би кривично одговарао. Тек временом, ограничења краља су довела до тога, да ни један његов акт није био важећи без сагласности министра. Тако је власт монарха постала церемонијална, али у пракси монарх доноси одлуке на предлог премијера и других министара, који су потчињени домовима Парламента. У његово име се доносе пресуде, закључују међународни уговори, он је само формално шеф државе, прима стране држављане и врховни је командант војске. Краљ и даље именују председника владе. И даље формално сазива и распушта парламент, и исто тако, парламент не може донети закон без његовог потписа. Монарх остаје веома угледна политичка личност, али без реалне влати. 
Дом лордова се састоји из насљедних и доживотних чланова. Они се називају лордови Парламента, а дијеле се на духовне лордове (два надбискупа и 24 бискупа) и световне лордове (706 перова), које поставља краљ. Сви лордови засједају и гласају заједно у Дому лордова. Без њихове сагласности, закон не може бити донет. Жене су стекле право да постану чланови Дома лордова 1958. године. Када је донет Закон о парламенту из 1911. године, апсолутни вето Дома лордова је укинут, а уведен је суспензивни вето. Законодавна улога Дома лордова је ослабила, тако да је он могао само да одложи доношење закона коме се противи за две године, јер се захтевало да Доњи дом размотри законски предлог још три пута. Уколико би Доњи дом и трећи пут остао при својој одлуци, закон ће ступити на снагу када га потпише монарх, без обзира што се Дом лордова не слаже. 
Дом комуна се састоји из 646 бираних чланова. Они се називају чланови Парламента (енгл. Member of Parlament, MP). Састављен је од обичних грађана. У почетку је Доњи дом био контролисан од Дома лордова, јер су богати лордови утицали на избор локалних представника за Доњи дом. Закон о представљању народа из 1832. године донео је велике промене, када је уведено тајно гласање, мада је био задржан цензус у погледу пола. Жене су у Енглеској пасивно бирачко право стекле тек 1918. године уколико су старије од 30 година, а 1928. године су потпуно изједначене са мушкарцима. 
Сваки члан Парламента се бира у једном изборном округу (енгл. Constituency) на основу изборног система „First-Past-the-Post“. Гласачко право имају сва пунољетна лица, држављани Уједињеног Краљевства и држављани Ирске и земаља Комонвелта који имају стално пребивалиште у Уједињеном Краљевству. Лордови Парламента по закону не могу гласати на изборима за Дом комуна, а монарх по обичају не гласа на изборима, иако за то нема законског ограничења.
Домови Парламента су одвојени један од другог тј. нико не може истовремено бити члан Дома лордова и Дома комуна.

## Поступак
На челу сваког дома Парламента се налази спикер тј. предсједник. Лорд канцелар, који је члан Кабинета, био је ex officio предсједавајући Дома лордова. На основу Уставног реформског акта 2005, у Дому лордова је створен положај лорда спикера који је преузео предсједавање Домом лордова од лорда канцелара.
Дом комуна има право да изабере свог спикера. Формално, за именовање је потребна потврда монарха, али у пракси потврда је загарантована. Спикер има своја три замјеника који се називају предсједник, први замјеник предсједника и други замјеник предсједника.
У пракси, утицај лорда канцелара као предсједавајућег на Дом лордова је био ограничен, у односу на утицај спикера Дома комуна. У Дому лордова сви чланови већином гласова одлучују да ли је неки члан повредио пословник, док у Дому комуна о томе одлучује сам спикер. У Дому лордова свим члановима се обраћа са My Lords, док се у Дому комуна само обраћа спикеру Mr Speaker или Madam Speaker.
Оба дома одлучују усменим гласањем вичући да (енгл. Aye) или не (енгл. Nay) (у Дому комуна) или за (енгл. Content) и против (енгл. Not-Content) (у Дому лордова) и затим предсједавајући објављује резултат гласања.

## Законодавна власт
Парламент Уједињеног Краљевства доноси законе. Неки закони се проводе на цијелој територији Уједињеног Краљевства (укључујући Шкотску), али пошто Шкотска има свој законодавни систем, многи закони немају правног дејства на њеној територији.
Законске предлоге који се називају Bill могу подносити сви чланови горњег или доњег дома. Уобичајено је да законске предлоге упућују на претрес краљевски министри. Законски предлог који предлаже министар се назива Government Bill, а законски предлог који предлаже члан неког дома Private Member’s Bill. Законски предлози се разликују и по њиховом садржају. Велики број законских предлога који обухватају цијело друштво се називају Public Bills, они који обухватају одређену групу људи Private Bills, а они коју обухватају велики дио друштва - Hybrid Bill.
Сваки законски предлог се предлаже на три начина:
- Први начин - предлаже се да се законски предлог уврсти у списак законских предлога који ће се претресати. Обично у том списку буде око четири стотине законских предлога. После гласања о њима, првих двадесет предлога који су добили највиши број гласова се шаљу у законску процедуру.
- Други начин - „правило десет минута“. Према томе правилу сви чланови Парламента имају по десет минута да би образложили свој законски предлог. Уколико се дом сагласи да претреса тај предлог, он пролази на прво читање, а уколико се не сагласи предлог се одбацује.
- Трећи начин - спикер Дома комуна има право формално да предложи законски предлог у списак предлога. Такви предлози се ријетко предлажу.

Сваки законски предлог се претреса у неколико читања. Прво читање је чиста формалност. У другом читању претреса се законски предлог у начелу. После другог читања домови могу гласати за одбацивање предлога, али одбацивање владиних предлога се ријетко дешава.
После другог читања законски предлог се шаље на претрес у одбор. У Дому лордова је то Одбор читавог дома или Велики одбор. Оба одбора се састоје из свих чланова Дома лордова, али Велики одбор ради по посебној процедури. У Дому комуна законски предлог се шаље у активни одбор који се састоји 16-50 чланова дома, али за претрес важних закона предлог се шаљу у Одбор читавог дома. Постоје и друге врсте одбора, као што су бирани, али се ријетко сазивају. Одбор претреса предлог у појединостима и предлаже амандмане дому где се врши даљи детаљни претрес. Пословник допушта спикеру Дома комуна да изабере које ће амандмане упутити на предлог дому.
После тога, када су домови претресли законски предлог слиједи треће читање. У Дому комуна амандмани се више не предлажу и усваја се цијели законски предлог. Али, амандмани могу бити још предложени у Дому лордова. После завршетка трећег читања, Дом лордова је дужан да гласа о законском предлогу. Уколико је предлог усвојен од стране оба дома шаље се на потпис монарху, а уколико није, одбацује се.
Финансијске законе и буџет може предлагати само Дом комуна, док Дом лордова није овлашћен за то.
Последња етапа усвајања законског предлога је добијање краљевске сагласности. Теоретски, монарх може дати сагласност (тј. потврдити закон) или не дати сагласност (тј. уложити вето на предлог). По савременим обичајима монарх увијек потврђује законе.

## Судска власт
Осим законодавне власти, Парламент је вршио и судску власт. „Краљица у Парламенту“ била је највиши суд у већини случајева, али о већем дијелу тих послова је одлучивао Судски комитет Државног савјета (нпр. жалбе из црквених судова). До 2009, судску власт је вршио Дом лордова, али не сви његови чланови, него редовни апелациони лордови (енгл. Lords of Appeal in Ordinary) који су добијали право доживотног перства и други апелациони лордови (енгл. Lords of Appeal) тј. пензионисане више судије. Ти лордови су били чланови Парламента, али обично нису гласали по политичким питањима.
Дом лордова је имао и неке друге судске надлежности. До 1948. године Дом лордова је судио свим оптуженим перовима. Сада су перови одговорни обичним поротним судовима. Осим тога, када је Дом комуна покретао поступак опозива, о опозиву је одлучивао Дом лордова.